# Melamphaus
Melamphaus is een geslacht van wantsen uit de familie van de Pyrrhocoridae (Vuurwantsen). Het geslacht werd voor het eerst wetenschappelijk beschreven door Stål in 1868.

## Soorten
Het genus bevat de volgende soorten:

- Melamphaus faber (Fabricius, 1787)
- Melamphaus fulvomarginatus (Dohrn, 1860)
- Melamphaus komodoensis Kiritshenko, 1963
- Melamphaus rubrocinctus (Stål, 1863)